# سیارک ۵۳۰۹
سیارک ۵۳۰۹ (به انگلیسی: 5309 MacPherson، نامگذاری:1981ED25) پنج هزار و سیصد و نهمین سیارک کشف شده‌است که در ۲ مارس ۱۹۸۱ کشف شد.
قدر مطلق سیارک برابر ۲۰.۴ است.